# Cheilotrichia clausa
Cheilotrichia clausa är en tvåvingeart som först beskrevs av Alexander 1921.  Cheilotrichia clausa ingår i släktet Cheilotrichia och familjen småharkrankar. Inga underarter finns listade i Catalogue of Life.